# Leipzig Coppiplatz järnvägsstation
Leipzig Coppiplatz (tyska: Haltepunkt Leipzig Coppiplatz) är en järnvägsstation i Leipzig, Tyskland. Stationen ligger på linjen Leipzig–Großkorbetha. Stationen har sedan 2013 varit del av S-Bahn Mitteldeutschland. Linje S1 och S10 trafikerar stationen. 

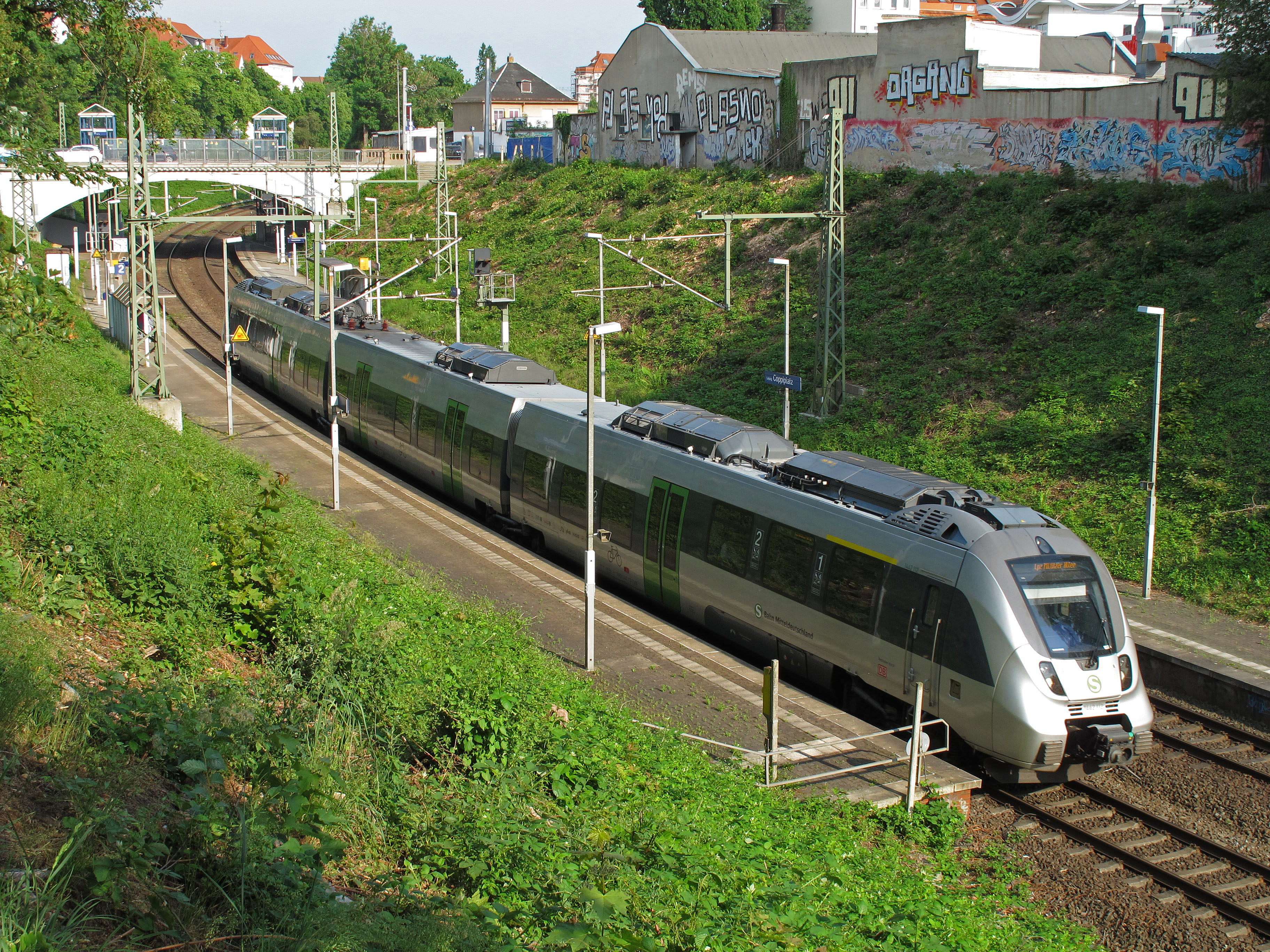
Leipzig Coppiplatz